# Брендан Воррен
Брендан Воррен (англ. Brendan Warren; нар. 7 травня 1997, с. Карлтон, США) — американський хокеїст, лівий нападник. Виступає за Мічиганський університет у чемпіонаті NCAA.
Виступав за «USNTDP Juniors» (ХЛСШ).
У складі юніорської збірної США учасник чемпіонату світу 2015.
Досягнення
- Переможець юніорського чемпіонату світу (2015)